# Chronologie de la France sous Louis XVI

## 1774
- 10 mai : Louis XV meurt à 15:30, son petit-fils Louis-Auguste devient à cet instant Louis XVI.
- 20 juillet : Turgot devient secrétaire d'État à la Marine.
- 24 août : Disgrâce du chancelier Maupeou. Turgot devient contrôleur général des finances.
- 26 août : Turgot devient ministre d'État.
- 13 septembre : Rétablissement de la Libéralisation du commerce des grains.
- 12 novembre : Rétablissement des anciens parlements.

## 1775
- 19 avril : Début de la révolte des colonies d'Amérique du Nord.
- 18 avril - 6 mai : Émeutes et répressions lors de la « Guerre des farines ».
- 11 juin : Sacre de Louis XVI à Reims, il devient Roi de France et de Navarre de droit divin.
- 12 juillet : Malesherbes devient secrétaire d'État à la Maison du roi.
- 27 octobre : Claude-Louis, comte de Saint-Germain (1707-1778) devient secrétaire d'État à la Guerre.

## 1776
- 5 janvier : Édits de Turgot qui suppriment les corporations et la corvée royale.
- 12 mai-13 mai : Disgrace et démission de Turgot. Il est remplacé par Clugny de Nuits qui révoque les édits de Turgot.
- 4 juillet : Les Américains déclarent leur indépendance.
- Septembre : Benjamin Franklin vient demander de l'aide à la France contre les Britanniques.

## 1777
- Avril : La Fayette s'embarque pour l'Amérique.
- Mai : Disgrâce de Claude Louis, comte de Saint-Germain.
- 28 mai : Traité de Soleure avec les cantons suisses.
- 29 juin : Necker devient directeur général des finances et lance une série d'emprunts qui totalisera la somme de 600 millions, sous forme de rentes viagères.

## 1778
- 6 février : Traité d'alliance avec les insurgents d'Amérique, la France s'engage officiellement dans la guerre d'indépendance américaine.
- 6 septembre : Invasion de la Dominique par la France.

## 1779
- 12 avril : Traité franco-espagnol d'Aranjuez.
- Été : La dysenterie dans l'ouest de la France fait 175 000 morts.
- 2 juillet : Prise de la Grenade par la France.
- 6 juillet : Bataille navale de la Grenade.
- Août : Suppression du servage sur les domaines royaux.

## 1780
- 27 février : Constitution d'une « ligue des Neutres », à l'initiative de Catherine II, qui reconnaît la liberté de navigation.
- 2 mai : Départ de Brest du corps expéditionnaire français pour l'Amérique.

## 1781
- Février : Necker publie son Compte-rendu au Roy dans lequel il fait le bilan de son administration financière. Ce petit ouvrage enthousiasme les Français mais indigne princes, ministres et parlementaires car il donnait la liste nominale des charges et pensions payées aux courtisans et à la famille royale.
- 19 mai : Démission de Necker. Il est remplacé par Joly de Fleury.
- 19 octobre : Capitulation des Britanniques à la bataille de Yorktown face aux forces franco-américaines.
- 21 novembre : Mort de Maurepas.

## 1782
- Suffren remporte plusieurs victoires face à la flotte britannique dans la mer des Indes.
- Banqueroute des Rohan-Guémené

## 1783
- 29 mars : Démission de Joly de Fleury. Il est remplacé par Lefèvre d'Ormesson.
- 4 juin : Expérience des frères Montgolfier à Annonay (Ardèche). Ils réussissent pour la première fois à faire voler un ballon de toile et de papier gonflé avec de l'air chaud produit par la combustion d'un mélange de paille et de laine.
- 3 septembre : Traité de Versailles entre la France et la Grande-Bretagne qui reconnaît l'indépendance des 13 colonies américaines. Fin de la Guerre d'indépendance des États-Unis.
- 1er novembre : Chute d'Ormesson qui est remplacé par Calonne.
- 21 novembre : Premier voyage en montgolfière. Pilâtre de Rozier et le marquis d'Arlandes s'envolent du château de la Muette pour aller se poser à la Butte-aux-Cailles.

## 1784
- 27 avril : Première représentation du Mariage de Figaro.

## 1785
- 7 janvier : Blanchard traverse la Manche en montgolfière.
- 27 mars : Naissance du dauphin, « Louis XVII ».
- 1er août : Départ de Brest de l'expédition de La Pérouse à bord des frégates la Boussole et l'Astrolabe.
- 15 août : Arrestation du cardinal de Rohan pour sa participation à l'« affaire du collier de la reine ». La comtesse de la Motte sera arrêtée quelques jours plus tard.

## 1786
- 31 mai : Le cardinal de Rohan est acquitté et la comtesse de la Motte condamnée.
- 8 août : Première ascension du mont Blanc réalisée par Michel-Gabriel Paccard et Jacques Balmat.
- 20 août : Le contrôleur des Finances Calonne présente au roi son projet de réformes des finances.
- 26 septembre : La Grande-Bretagne signe avec la France un traité mécontentant les industriels français. Il prévoit le libre-échange en termes de commerce et de navigation.

## 1787
- 22 février : Début de la première assemblée des notables à Versailles sous la présidence de Louis XVI.
- 8 avril : Disgrâce de Calonne. Il est remplacé par Loménie de Brienne.
- 25 mai : Renvoi de l'assemblée des notables, qui se juge « inapte à décider de la levée d'un nouvel impôt », la subvention territoriale.
- 15 août : Exil du parlement à Troyes.
- 15-18 août : Émeutes à Paris, en partie du fait de mauvaises récoltes.
- 19 septembre : Retour du parlement à Paris.

## 1788
- 29 janvier : Le parlement entérine l'Édit de tolérance de Versailles qui accorde l'état civil aux protestants.
- 3 mai : Arrêt du parlement qui accuse Loménie de Brienne de vouloir anéantir les lois et les magistrats.
- 8 mai : Le roi impose aux parlementaires une réforme judiciaire inspirée par le garde des Sceaux, Malesherbes.
- 7 juin : « Journée des Tuiles » à Grenoble. Les Grenoblois lancent des tuiles sur les soldats après l'exil du Parlement du Dauphiné.
- 14 juin : Les notables grenoblois se réunissent à l'Hôtel de Lesdiguières pour réunir les états généraux du Dauphiné.
- 21 juillet : Réunion des états généraux du Dauphiné à Vizille.
- 5 août : Ouverture des états généraux à Versailles.
- 25 août : Démission de Loménie de Brienne et rappel de Necker.
- 17 septembre : renvoi de Lamoignon
- 23 septembre : Les parlements sont rétablis dans leurs prérogatives.
- Novembre : Seconde assemblée des notables.
- 27 décembre : Le roi est contraint d'admettre le doublement du tiers état.

## 1789
- 20 juin 1789 : serment du Jeu de paume entre 575 députés élus pour les états généraux.
- 9 juillet : l’Assemblée des 575 députés se déclare « Assemblée nationale constituante »
- 14 juillet 1789 : Prise de la Bastille considérée comme le début de la Révolution française.
- 4 août 1789 : « nuit du 4 août » : abolition des privilèges.
- 26 août 1789 : lecture à l'Assemblée nationale de la Déclaration des droits de l'homme et du citoyen.
- Journées des 5 et 6 octobre 1789 : le Roi quitte Versailles pour Paris.

## 1791
- 20 et 21 juin 1791 : Fuite de Louis XVI et arrestation à Varennes

## 1792
- 20 avril : déclaration de guerre de la France à l'Autriche
- Journée du 10 août 1792 (prise des Tuileries)
- 2 - 5 septembre : massacres de Septembre
- 21 septembre : abolition de la royauté et proclamation de la République
- 22 septembre : proclamation de l'an I de la République française